# Huangshanlong
Huangshanlong là một chi khủng long, được Huang J. You Yang J. T. & Ren mô tả khoa học năm 2014.